# Bromazin
Bromazin (Ambrodil, bromodifenhidramin) je antihistaminik i antiholinergik. On je halogenovana forma difenhidramina i u mnogim pogledima je nešto jače dejstvo.

## Osobine
| Osobina                  | Vrednost |
| ------------------------ | -------- |
| Broj akceptora vodonika  | 2        |
| Broj donora vodonika     | 0        |
| Broj rotacionih veza     | 6        |
| Particioni koeficijent ( | 4,1      |
| Rastvorljivost (logS, log(mol/L))       | -5,5     |
| Polarna površina (PSA, Å2)  | 12,5     |